# Ápio Cláudio Pulcro (cônsul em 212 a.C.)
Ápio Cláudio Pulcro (m. 211 a.C.; em latim: Appius Claudius Pulcher) foi um político da gente Cláudia da República Romana eleito cônsul em 212 a.C. com Quinto Fúlvio Flaco. Era filho de Públio Cláudio Pulcro, cônsul em 249 a.C., e  Ápio Cláudio Pulcro, cônsul em 185 a.C., Públio Cláudio Pulcro, cônsul em 184 a.C., e Caio Cláudio Pulcro, cônsul em 177 a.C., eram seus filhos. Conhecido principalmente por ter sido derrotado por Aníbal na Primeira Batalha de Cápua (212 a.C.). Morreu durante a Segunda Batalha de Cápua, no ano seguinte.

## Segunda Guerra Púnica

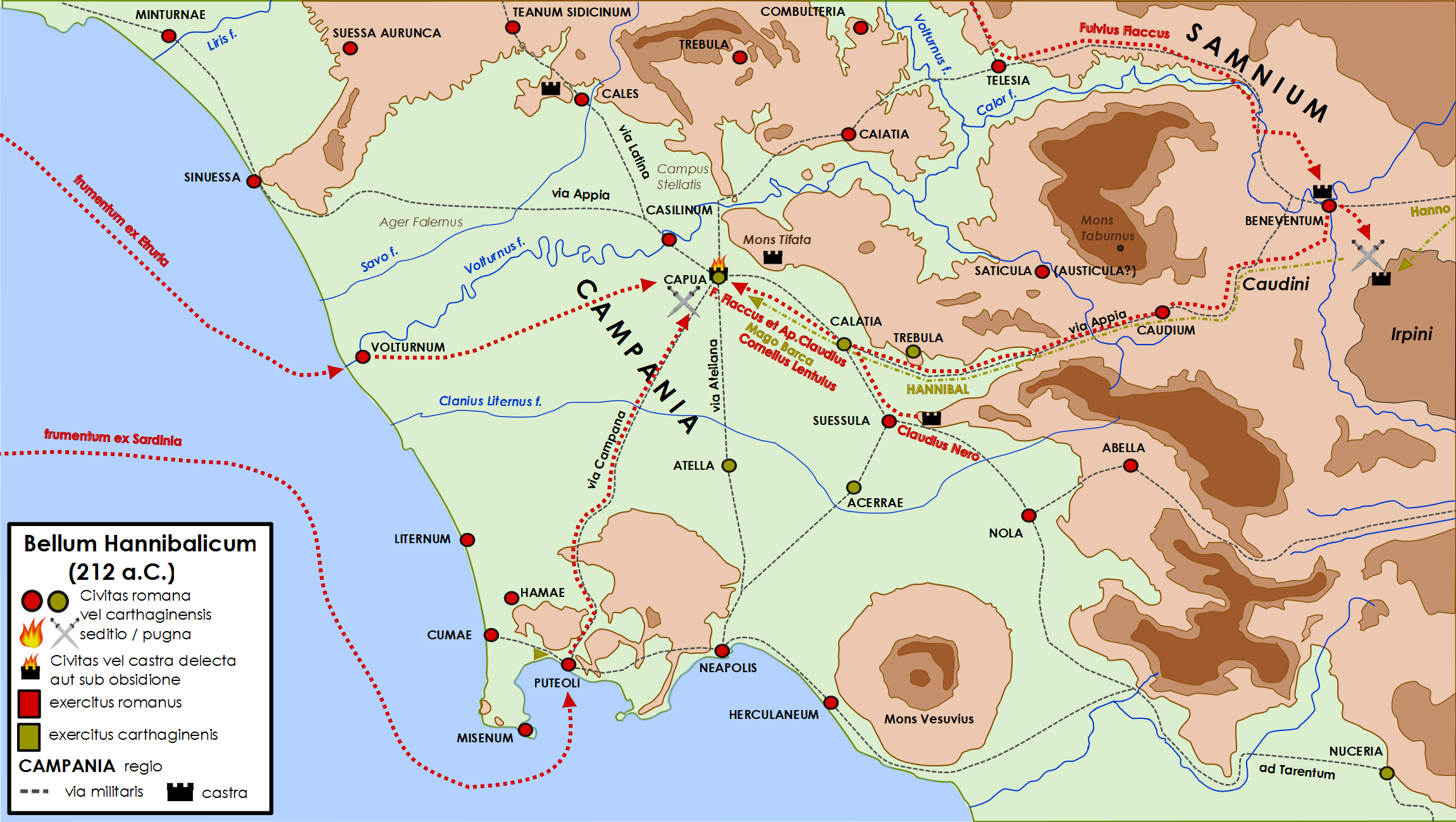
Campanhas militares na Campânia em 212 a.C., com o ápice no Cerco de Cápua.

### Primeiros anos
Cláudio Pulcro foi edil curul em 217 a.C. e, no ano seguinte, tribuno militar. Lutou na Batalha de Canas e, juntamente com Públio Cornélio Cipião, refugiou-se com alguns soldados restantes em Canúsio, onde os dois assumiram o comando da situação.
Em 215 a.C., foi eleito propretor da Sicília, para onde levou o que restou das legiões de Canas e tentou atacar Locri, ocupada pelos cartagineses de Aníbal, mas sem sucesso. Enviou embaixadores a Jerônimo, o tirano de Siracusa, numa tentativa de romper sua aliança com Cartago e recuperar o antigo apoio dos siracusanos a Roma. Depois de receber uma resposta negativa, invadiu o território fronteiriço siracusano.
No ano seguinte, permaneceu na Sicília como legado de Marco Cláudio Marcelo por oito meses durante o cerco de Siracusa e foi comandante da frota romana, composta por 100 quinquerremes, e da base de Leontini (moderna Lentini) sob Marcelo. No final de seu mandato, recebeu permissão para voltar para Roma para se candidatar ao consulado.

### Consulado (212 a.C.)
Foi eleito cônsul em 212 a.C. com Quinto Fúlvio Flaco e os dois instituíram os Ludi Apollinari. Os dois cônsules lutaram com sucesso contra Hanão, comandante dos cartagineses, e iniciaram o cerco de Cápua, na qual Pulcro acabou ferido. No final do mandato, o Senado enviou o pretor Públio Cornélio Sula até Cápua com uma carta ordenando que, como Aníbal estava fora de Cápua e nada mais importante havia para ser feito, um dos dois deveria voltar para Roma para realizar a eleição dos novos magistrados. Os cônsules decidiram então que Cláudio voltaria enquanto Fúlvio manteria o cerco a Cápua.

### Proconsulado (211 a.C.)
Os mandatos de Quinto Flávio e Ápio Cláudio foram prorrogados como procônsules no ano seguinte e os dois permaneceram à frente de seus exércitos, com ordens de não abandonarem o cerco a Cápua enquanto não conquistassem a cidade. Quando Aníbal decidiu marchar para Roma, abandonando o cerco, conta-se que Flaco escreveu imediatamente ao Senado para informar sobre as intenções do general cartaginês. Houve uma grande comoção entre os senadores que consideraram a situação crítica o suficiente para que fosse convocada uma Assembleia geral. Alguns, como Públio Cornélio Cipião Asina, propuseram que se convocassem de volta à Roma todos os comandantes e seus exércitos com o objetivo de defender a capital, abandonando assim o cerco em Cápua. Outros, por outro lado, como Fábio Máximo, consideraram vergonhoso abandonar Cápua por causa do medo que provocava os movimentos de Aníbal.
| “ | Como [Aníbal] podia esperar tomar Roma depois de ser expulso de Cápua se não havia ousado dirigir-se contra Roma depois da vitória em Canas!? | ” |
|   | — Lívio, Ab Urbe Condita XXVI, 8.4. |   |

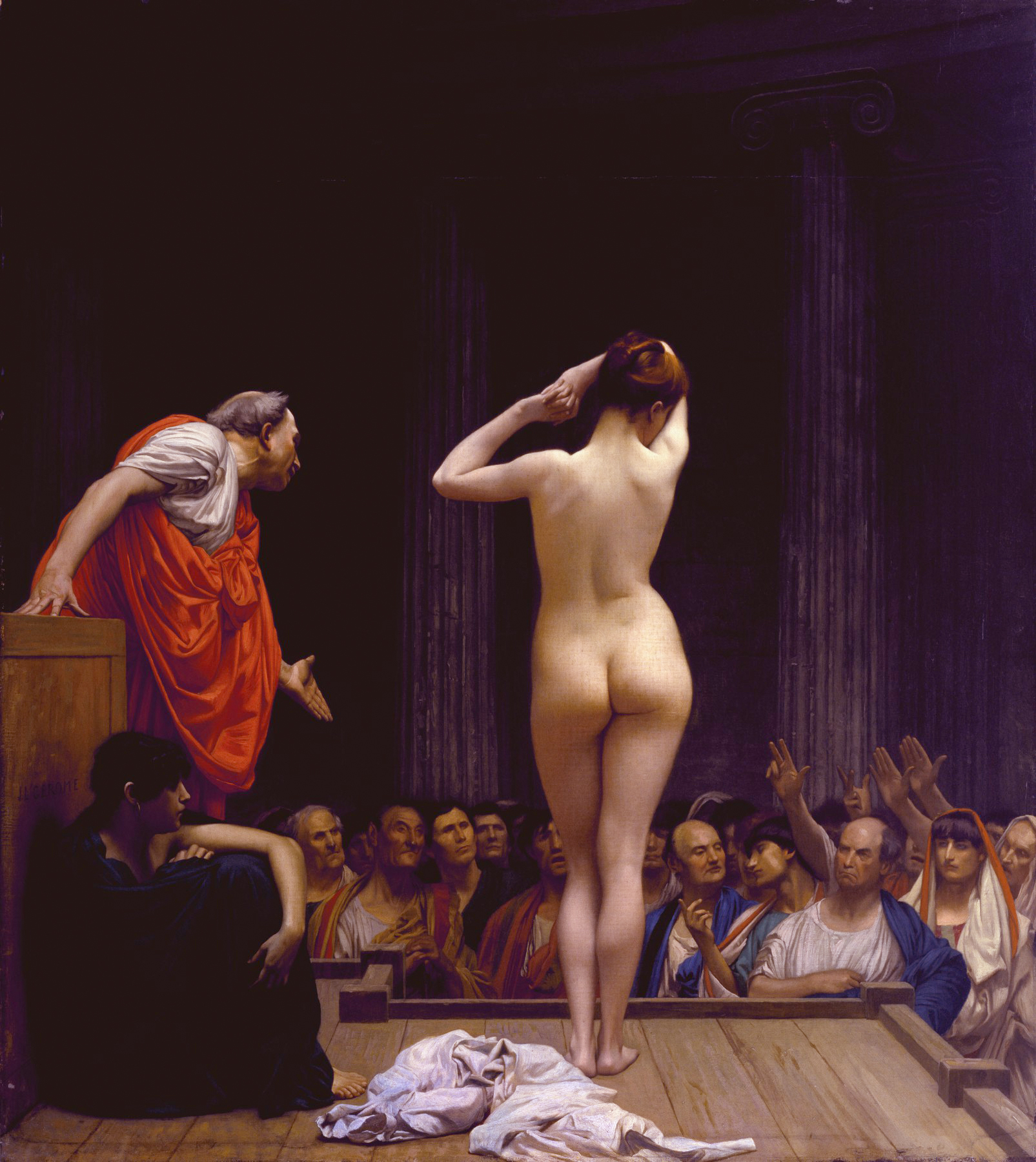
Mercado de escravos em Roma. Depois da conquista de Cápua, muitos de seus habitantes foram vendidos em Roma.
1884. Por Jean-Léon Gérôme, no Walters Art Museum, em Boston.

Entre as facções opostas, prevaleceu a opinião mais equilibrada de Públio Valério Flaco, que, tendo escutado os dois argumentos, propôs que se escrevesse aos comandantes que assediavam Cápua, informando-lhes o tamanho das forças que defendiam a cidade; estes, por sua vez, podiam saber quantos soldados Aníbal havia levado consigo e quantos seriam necessários para cercar Cápua. Somente depois eles próprios decidiriam qual seria o comandante que seguiria para Roma e com qual força para defender a capital de Aníbal. Foi assim que Fúlvio Flaco escolheu ir a Roma, pois Ápio Cláudio estava ferido. Ele escolheu 15 000 soldados e 1 000 cavaleiros e atravessou o Volturno. Como sabia que Aníbal subia pela Via Latina, escolheu a Via Ápia, enviando mensageiros às cidades no caminho, como Sétia, Cora e Lavínio, para que que deixassem as provisões necessárias ao exército à beira da estrada. Ordenou também que guarnições fossem postadas em cada uma delas, prontas para defendê-las.
Aníbal, que já não estava ansioso para tomar a cidade, assim que soube que os romanos estavam alistando duas novas legiões em Roma e também que Flaco vinha marchando para lá com um grande exército, preferiu desistir do projeto de capturar Roma e, ao invés disso, dedicou-se a penetrar profundamente na região vizinha, saqueando e queimando tudo o que podia. Os cartagineses acabaram reunindo em seu próprio acampamento uma grande quantidade de butim, pois nenhuma força ousava confrontá-los. Poucos dias mais tarde, Aníbal decidiu voltar para Cápua, seja por que estava satisfeito com o resultado dos saques, seja por que acreditava ser impossível cercar Roma, mas sobretudo por que esperava que seu plano tivesse surtido o efeito esperado depois de passados um número suficiente de dias, obrigando Ápio Cláudio a ou levantar o cerco a Cápua ou dividir seu exército tentando salvar a pátria e manter o cerco simultaneamente. Qualquer uma das duas situações era do agrado do general cartaginês. Porém, quando Aníbal soube que Ápio Cláudio não havia encerrado o cerco a Cápua, preferiu levar seu exército até Daunia, na região setentrional da Apúlia, e a terra dos brútios (moderna Calábria), alcançando Régio de forma tão súbita que por pouco não conseguiu tomar a cidade, aliada dos romanos, de surpresa.
Retornando a Cápua, Flaco ajudou no cerco da cidade, que havia sido abandonada pelas tropas de Aníbal. Os dois procônsules então ordenaram que os senadores campânios se apresentassem no acampamento romano, fora das muralhas. Quando eles chegaram, foram todos presos e receberam ordens de entregar todo o ouro e toda a prata que possuíam aos questores. Vinte e cinco deles foram enviados como prisioneiros a Cales e vinte e oito a Teano Sidícino; eles eram os principais responsáveis pela revolta de Cápua contra Roma. Com relação à pena a ser imposta a estes senadores, os dois procônsules discordaram, pois Cláudio era favorável ao perdão, mas Flaco queria uma punição que servisse de exemplo. A discórdia entre os dois levou-os a escreveram ao Senado, não apenas consultando sobre a decisão a ser tomada, mas também sobre a oportunidade de interrogar os prisioneiros. E Fúlvio, que considerava inoportuno que os senadores romanos fossem interrogados, pois eles poderiam delatar aliados latinos e prejudicar a aliança já consolidada com eles, decidiu partir para Teano com 2 000 cavaleiros ao amanhecer. Chegando lá, ordenou que o principal magistrado lhe trouxesse os campânios que estavam sob sua custódia. Quando eles chegaram, foram massacrados a pauladas e decapitados com um machado. Logo depois, ele rapidamente seguiu para Cales e ordenou que os prisioneiros campânios fossem, da mesma forma, levados até ele. Segundo Lívio, chegou naquele momento um mensageiro portando a resposta do Senado, mas aparentemente Fúlvio não a leu, pois imediatamente massacrou os prisioneiros que restavam.
Segundo algumas fontes, Ápio Cláudio Pulcro morreu em algum momento durante o cerco de Cápua, provavelmente em 211 a.C.